# Anderson Lopes
Anderson José Lopes de Souza (ur. 15 września 1993 w Recife) – brazylijski piłkarz występujący na pozycji napastnika, zawodnik Yokohama F. Marinos.

## Życiorys

### Kariera klubowa
Od 2013 roku występował w klubach: Avaí FC, Clube Náutico Marcílio Dias, Tombense FC, Athletico Paranaense, Sanfrecce Hiroszima i FC Seoul.
1 stycznia 2019 podpisał kontrakt z japońskim klubem Hokkaido Consadole Sapporo, umowa do 31 stycznia 2020.

## Sukcesy

### Klubowe
Athletico Paranaense
- Zwycięzca Campeonato Paranaense: 2016
- Zdobywca drugiego miejsca Primeira Liga: 2016

Hokkaido Consadole Sapporo
- Zdobywca drugiego miejsca Pucharu Ligi Japońskiej: 2019